# Medoševac (okręg niszawski)
Medoševac (cyr. Медошевац) – wieś w Serbii, w okręgu niszawskim, w mieście Nisz. W 2011 roku liczyła 2674 mieszkańców.